# 공화국식 결혼

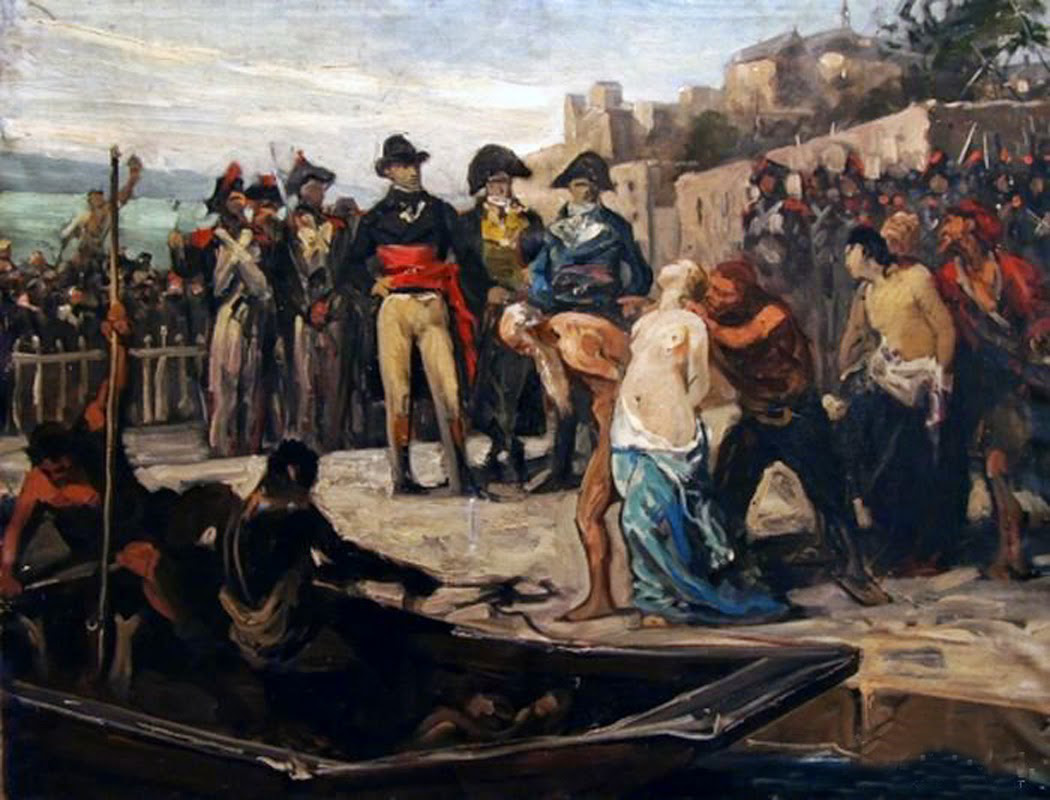
공화국식 결혼을 묘사한 조제프 오베르의 그림

공화국식 결혼(共和國式 結婚, 프랑스어: mariage républicain, 영어: Republican marriage)은 프랑스 혁명 당시 공포정치의 일환으로 프랑스 낭트에서 시행되었다고 전해지는 사형 방식이다. 나체의 남성과 여성을 함께 묶은 다음 익사시키는 방식으로 행해졌다.
이는 낭트의 익사 사건 당시 행해졌다고 알려져 있다. 해당 사건은 1793년 11월에서 1794년 1월 사이에 지역의 자코뱅파 파견의원이었던 장바티스트 카리에의 지시에 의해 이루어진 민간인 학살이다. 희생자들이 루아르강에 빠져서 익사했다는 의견이 대다수이지만, 몇몇 기록에서는 남녀 한 쌍을 묶은 다음 칼 등을 사용하여 처형을 한 것의 다른 표현이라고 한다.
그러한 "결혼"에 대한 초기 기록은 캐리어가 해당 학살을 저질렀던 1794년부터 있으며, 당대의 반혁명주의자 작가였던 루이 마리 프루돔과 루이 가브리엘 암브루아에게 인용되었다.

## 같이 보기
- 프랑스 혁명 기간 중 프랑스의 탈기독교화